# لارکانه
لارکانه شهری بزرگ در شمال غربی استان سند پاکستان است. رود سند از این شهر می‌گذرد. جمعیت این شهر در سال ۱۹۹۸ برابر با ۲۷۰٬۲۸۳ نفر بوده‌است.
اگرچه این شهر تنها از سال ۱۹۰۰ به این سو بنا شده اما بسیار پرجمعیت است و به سرعت نیز در حال رشد است. جمعیت آن بالغ بر نیم میلیون نفر است.